# Пинамар (муниципалитет)
Муниципалитет Пинамар  (исп. Partido de Pinamar) — муниципалитет в Аргентине в составе провинции Буэнос-Айрес.
Территория — 63 км². Население — 25728 человек. Плотность населения — 407,94 чел./км².
Административный центр — Пинамар.

## География
Муниципалитет расположен на юго-востоке провинции Буэнос-Айрес.
Муниципалитет граничит:
- на северо-западе — c муниципалитетом Хенераль-Мадарьяга
- на северо-востоке — с муниципалитетом Ла-Коста
- на юго-востоке — с Атлантическим океаном
- на юго-западе — с муниципалитетом Вилья-Хесель

## Важнейшие населенные пункты[4]
| № | Населённый пункт | Населённый пункт (исп.) | Категория   | Население чел. (2010) | На карте                        |
| - | ---------------- | ----------------------- | ----------- | --------------------- | ------------------------------- |
| 1 | Пинамар          | Pinamar                 | агломерация | 25397                 | 37°06′49″ ю. ш. 56°51′41″ з. д. |

#### Агломерация
| № | Населённый пункт | Населённый пункт (исп.) | Категория | Население чел. (2010) | На карте                        |
| - | ---------------- | ----------------------- | --------- | --------------------- | ------------------------------- |
| 1 | Пинамар          | Pinamar                 | город     | 9.810                 | 37°06′49″ ю. ш. 56°51′41″ з. д. |
| 2 | Остенде          | Ostende                 | город     | 6.073                 | 37°07′44″ ю. ш. 56°53′20″ з. д. |
| 3 | Мар-де-Остенде   | Mar de Ostende          | город     | —                     | 37°07′36″ ю. ш. 56°52′03″ з. д. |
| 4 | Валерия-дель-Мар | Valeria del Mar         | город     | 3.156                 | 37°08′42″ ю. ш. 56°52′50″ з. д. |
| 5 | Карило           | Cariló                  | поселок   | 1.553                 | 37°09′58″ ю. ш. 56°53′43″ з. д. |